# Nationale Boerenpartij

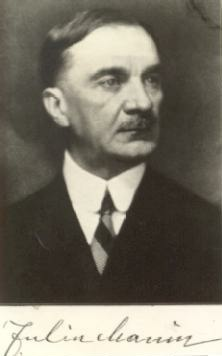
Iuliu Maniu, voorzitter van de PNȚ (1926-1935; 1935-1947)

Nationale Boerenpartij (Roemeens: Partidul Naţional Ţărănesc, PNŢ), was een Roemeense politieke partij die van 1926 tot 1947 bestond.

## Geschiedenis
De PNȚ ontstond in oktober 1926 uit een fusie van de Roemeense Nationale Partij (Partidul Național Român) van Iuliu Maniu en de Boerenpartij (Partidul Țărănesc) van Ion Mihalache. Voor die tijd werkten de PNR en de PȚ soms nauw samen. Aan het begin van 1926 vormden de PNR en de PȚ een verkiezingsalliantie en bij de Roemeense parlementsverkiezingen van 2 juni 1926 won de PNR-PȚ flink en regeringsdeelname lag in de lijn der verwachtingen. Echter, koning Ferdinand I en de voorzitter van Nationaal-Liberale Partij (PNL) Ion I.C. Brătianu waren tegen de hervormingsplannen van de twee partijen. De koning maakte gebruik van zijn koninklijke prerogatief om de beide partijen uit de regering te houden. In plaats daarvan benoemde de koning generaal Alexandru Averescu van de Volkspartij (PP) tot premier van een door de PNL gesteund kabinet.
De leiders van de PNR en PȚ waren uiteraard verbolgen over deze stap van de koning en besloten dat de beide partijen moesten fuseren om zo de krachten te bundelen. De fusie vond op 10 oktober 1926 plaats en de partijnaam Nationale Boerenpartij (Partidul Național Țărănesc) werd als partijnaam aangenomen. Iuliu Maniu, die tot dan toe voorzitter van de PNR was geweest, werd voorzitter van de nieuwe PNȚ. Ion Mihalache werd vicevoorzitter. Na de dood van koning Ferdinand in 1927 keerde de PNȚ zich consequent tegen de ingestelde regentschapsraad onder leiding van prins Nicolae, Patriarch Miron Cristea van de Roemeens-orthodoxe Kerk en Gheorghe Buzdugan († 1929, daarna Constantin Sarateanu) die de koers van wijlen koning Ferdinand ten opzichte de PNȚ volgde voortzette. De parlementsverkiezingen van 1927 verliepen slecht voor de PNȚ, desondanks werd Maniu op 11 november 1928 premier.
Verkiezingsuitslagen PNȚ 1927-1946

1927: 54

1928: 330

1931: 30

1932: 264

1933: 23

1937: 86

1946: 33

De verkiezingen van december 1928 gewonnen door de PNȚ. De partij kreeg 330 van de 387 zetels in het Roemeense parlement, terwijl de PNL van 298 naar 13 zetels ging! Maniu bewerkstelligde de terugkeer van Prins Carol, de zoon van koning Ferdinand die in december 1925 als gevolg van zijn huwelijk met de Rooms-katholieke-Joodse Magda Lupescu afstand had gedaan van zijn rechten op de troon. Prins Carol herriep zijn beslissing en werd op 7 juni 1930, grotendeels dankzij de PNȚ, koning van Roemenië. De koning en Maniu raakten al snel in conflict met elkaar, met name over koning Carols weigering Magda Lupescu te verlaten en terug te keren bij zijn tweede vrouw, prinses Helena van Griekenland. In 1931 leed de PNȚ een verkiezingsnederlaag en viel terug op 30 zetels! Maniu kon als premier aanblijven en in 1932 herstelde de PNȚ zich tijdens de verkiezingen. Het slechte management van de PNȚ-kabinet tijdens de Grote Depressie in de jaren 30 en het aanhoudende conflict van Maniu en Alexandru Vaida-Voevod, een andere PNȚ en premier in 1933, leidde er uiteindelijk toe dat de koning de PNȚ-regering ontsloeg en verving door een PNL-kabinet.

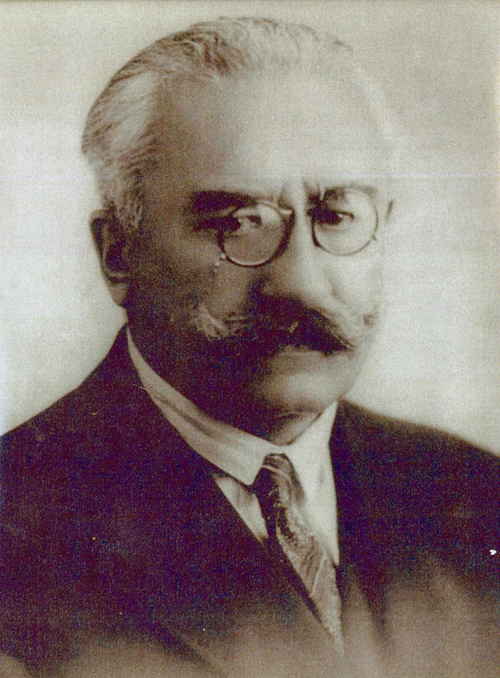
Alexandru Vaida-Voevod, partijprominent van de PNȚ

De koning raakte ook in conflict met de PNL en Carol II zocht toenadering tot de jongere generatie, autoritaire politici, die bereid bleken met de monarch samen te werken. In 1938 vestigde de koning de zogenaamde 'Koninklijke Dictatuur' en verbood alle partijen en richtte het Front voor Nationale Renaissance (Frontul Renaşteri Naţional) op. De koning trachtte, weinig succesvol, om leden van de Nationale Boerenpartij, de Nationaal-Liberale Partij en andere "historische partijen" ertoe te brengen zich aan te sluiten bij het FRN. De PNŢ was weliswaar verboden, maar kon desondanks, min of meer illegaal, blijven voortbestaan. Ook na de vestiging van de fascistische en pro-Duitse "Nationaal Legionaire Regering" van maarschalk Ion Antonescu (september 1940) kon de PNŢ nog enige activiteiten ontplooien. Maniu hield enkele gesprekken met Antonescu om hem te bewegen de deportatie van Joden naar Transnistrië tegen te houden. Maniu en een deel van de PNŢ-partijleiding waren betrokken bij de samenzwering van het hof tegen Antonescu, die uiteindelijk tot de Koninklijke Staatsgreep van 23 augustus 1944. Koning Michaël I benoemde Maniu tot interim-premier, maar hij aarzelde en gaf op 27 augustus de formatieopdracht aan de koning terug. Deze benoemde generaal Constantin Sănătescu tot premier van een coalitie van het Volksdemocratisch Blok waartoe ook de Roemeense Arbeiderspartij (voorloper van de Roemeense Communistische Partij behoorde. De communisten wisten, gesteund door de Sovjet-Russische bezettingsmacht (het Rode Leger) hun macht steeds verder uit te breiden en op 6 maart 1945 benoemde de koning op voorspraak van de plaatsvervangend volkscommissaris van Buitenlandse Zaken van de Sovjet-Unie, Andrej I. Visjinski, de pro-communistische Petru Groza van het Landbouwers Front tot premier.

## De periode1944-1947
Op 16 oktober 1944 ontvouwde de PNŢ een nieuw, hervormingsgezind, partijprogramma. Het programma was radicaler dan het programma van 1935. Volgens het partijprogramma moesten boerenbedrijven groter dan 50 hectare worden herverdeeld. Grote bedrijven moesten worden genationaliseerd om zo een staatssector in de economie te creëren. Ook moesten er boerencollectieven- en coöperaties worden gevormd. De partij maakte zich ook sterk voor een parlementaire monarchie. Maar, omdat de PNŢ geen deel uitmaakte van het Volksdemocratisch Blok bleef haar invloed beperkt en werd de PNŢ uit de regering gehouden. Onder druk van de Westerse mogendheden stond de Sovjet-Unie de benoeming van Emil Hastieganu van de PNŢ namens de PNŢ toe om zitting te nemen als minister zonder portefeuille in de coalitieregering van Groza in ruil voor Westerse erkenning van het regime. De benoeming van Van Hastieganu was slechts symbolisch en hij bezat geen macht.
In november 1946 werden er parlementsverkiezingen gehouden die resulteerden in een grote overwinning van het Nationaal Democratisch Front (de opvolger van het Volksdemocratisch Blok). Het Nationaal-Democratisch Front behaalde 73,3% van de stemmen (147 zetels), terwijl de gezamenlijke oppositie 26% van de stemmen (66 zetels) kreeg. De verkiezingen verliepen volgens het Westen oneerlijk en uit protest stapten Hastiegeanu en zijn collega van de PNL, Mihai Hastieganu, uit het kabinet.

## De PNȚ verboden
In juli 1947 trachtten voorzitter Maniu en zijn plaatsvervanger, vicevoorzitter Ion Mihalache, via een vliegtuig Roemenië te ontvluchtten en in het buitenland een regering in ballingschap te vormen. Zij werden echter opgepakt alvorens zij het vliegtuig bereikten (zie: Tămădău affaire) en werden veroordeeld tot hoge gevangenisstraffen en dwangarbeid, hetgeen, gezien de hoge leeftijden van de beide heren, neerkwam op levenslang. In dezelfde maand werd de PNȚ door de communistische overheid verboden. Belangrijke leiders, maar ook minder belangrijke partijleden, werden tussen 1947 en 1952 gearresteerd. Onder hen was ook Corneliu Coposu, de privésecretaris van Maniu. Hij kwam in april 1964 vrij.
Coposu werd na zijn vrijlating een bekende dissident en werd door de Securitate gevolgd, maar slaagde er in de jaren 80 in om een clandestiene Nationale Boerenpartij op te richten en hij onderhield geheime contacten met de Christendemocratische Internationale.

## Heroprichting van de PNȚ
In december 1989, na de val van dictator Nicolae Ceauşescu, werd de PNŢ onder de naam Nationale Boerenpartij - Christendemocratisch (Partidul Naţional Tărănesc - Creştin Democrat, PNŢ-CD). Zie hiervoor: Christendemocratische Volkspartij (Roemenië).

## Democratische Boerenpartij
Nicolae L. Lupu scheidde zich in 1946 van de Nationale Boerenpartij af en hij stichtte de Democratische Boerenpartij (Partidul Tărănesc-Democrat). Deze PȚD was bereid om met de communisten samen te werken en maakte deel uit van het Volksdemocratisch Front.

## Nationale Boerenpartij - Dissident
De Nationale Boerenpartij - Dissident (Partidul Național Tărănesc - Disidenti) was eveneens een afscheiding van de PNȚ die samenwerkte met de communisten. Deze partij werd geleid door Anton Alexandrescu.

## Ideologie
De PNȚ was een gematigd conservatieve partij, maar kende ook een sterke, links-corporatieve vleugel onder Ion Mihalache, de oud-voorzitter van de Boerenpartij. Overigens zorgden de oud-leden van de Boerenpartij vooral voor de linkse inbreng binnen de PNȚ. Zonder twijfel was de PNȚ een monarchistische partij. Als boerenpartij was de PNȚ voorstander van een land van kleine en middelgrote boeren. Grote boerenbedrijven moesten volgens de PNȚ worden onteigend of hier zoude boerencollectieven van worden gemaakt. De PNȚ had mogelijkerwijs een partij van de massa kunnen worden, maar dit bleef uit vanwege de Grote Depressie van de jaren 30.

## Voorzitters
| Persoon       | termijn   |
| ------------- | --------- |
| Iuliu Maniu   | 1926-1935 |
| Ion Mihalache | 1935      |
| Iuliu Maniu   | 1935-1947 |

## Partijprominenten
- Iuliu Maniu
- Alexandru Vaida-Voevod
- Nicolae Iorga
- Gheorghe Mironescu
- Nicolae L. Lupu
- Ion Mihalache
- Armand Călinescu
- Ernest Ene
- Mihail Ghelmegeanu
- Petre Andrei
- Ion Rațiu
- Corneliu Coposu
- Constantin Rădulescu-Motru